# Ruhrdeutsch
Le Ruhrdeutsch est le régiolecte parlé dans la région de la Ruhr, dans l’État-région de Rhénanie-du-Nord-Westphalie, en Allemagne.